# Avianca
Avianca (oficialmente avianca) é uma companhia aérea da Colômbia. Foi a primeira linha aérea comercial de passageiros fundada na América e a segunda mais antiga em atividade no mundo, depois da KLM. É uma das maiores companhias aéreas da América do Sul. Pertence ao Grupo Avianca, antiga AviancaTaca.

## História

### Sociedad Colombo-Alemana de Transporte Aéreo (SCADTA)

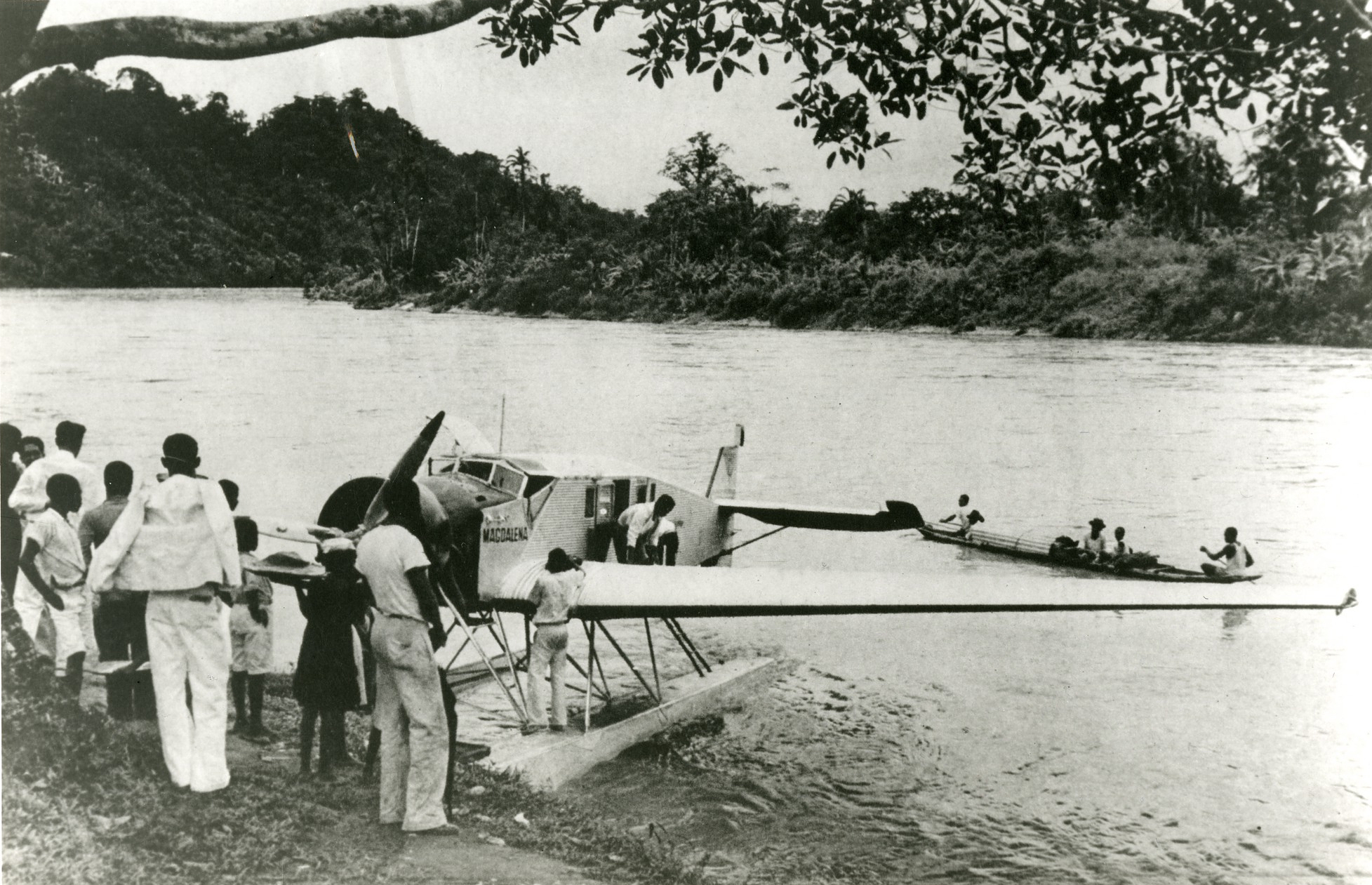
Junkers W 34 da SCADTA

Avianca é a primeira companhia aérea comercial fundada nas Américas e a segunda mais antiga em atividade no mundo. A empresa foi criada em 5 de dezembro de 1919, na cidade de Barranquilla (Colômbia) pelos alemães Werner Kaemmerer, Stuart Hosie, Alberto Tietjen e dos colombianos Ernesto Cortizzos (o primeiro presidente da companhia aérea), Rafael Palacio, Cristóbal Restrepo, Jacobo Correa e Aristides Noguera.
Com o nome original de Sociedad Colombo Alemana de Transporte Aéreo, realizou o primeiro voo entre Barranquilla e a vila de Puerto Colombia, com um Junkers F-13 que levava 57 cartas. O voo foi comandado pelo piloto alemão Helmuth von Krohn. Este avião Junkers F-13 e outro do mesmo tipo fizeram parte da primeira frota da companhia , monoplanos de asa baixa e de construção completamente metálica cujos motores tiveram de ser modificados para poder operar eficientemente nas condições climáticas do país. Tinham 9,50 metros de comprimento e 3,50 metros de altura. A autonomia de voo era de 850 quilómetros e podiam levar até quatro passageiros, além dos dois tripulantes.
Devido às características topográficas do país, foram adaptados dois flutuadores aos Junkers com o objetivo de poder realizar pousos nos rios de diferentes cidades. Assim, em 20 de outubro de 1919 e seguindo o curso do rio Magdalena, Helmuth Von Krohn realizou o primeiro voo para o interior da Colômbia. Foram oito horas com quatro aterrizagens de emergência incluídas. Com a mesma visão do grupo de fundadores, Peter von Bauer, um científico e filantropo alemão, interessou-se pela SCADTA e contribuiu com conhecimentos, dinheiro e outro avião para a companhia. Igualmente obteve para a SCADTA, a concessão do governo colombiano para o transporte do correio aéreo do país, com que a SCADTA desenvolveu-se definitivamente.
Já na metade da década de 1920, superando muitos tropeços naturais, a SCADTA inaugurou as rotas internacionais que cobriam inicialmente destinos na Venezuela e nos Estados Unidos.
Lamentavelmente, na mesma década, exatamente em 1924, o avião onde viajavam entre outros Ernesto Cortizzos e von Krohn, precipitou-se a terra na zona que hoje é conhecida como Bocas de Ceniza, acidente que provocou a morte dos seus ocupantes. Dadas as circunstâncias da Segunda Guerra Mundial, von Bauer tinha tido que vender as suas ações da SCADTA à companhia norte-americana Pan American. Em setembro de 1920, com Fritz Hammer como piloto, Wilhem Schnurrbusch como co-piloto e Stuart Hosie como passageiro, a SCADTA realizou o primeiro voo entre Barranquilla e Puerto Berrio.
Em 19 de outubro do mesmo ano, Helmuth von Krohn realizou o primeiro voo entre Barranquilla e Girardot, e já em 1921 foram estabelecidas as rotas entre as cidades de Barranquilla, Girardot e Neiva. Em 1922 a Avianca começou a prestar o serviço de correio aéreo. Em agosto de 1922, o General Pedro Nel Ospina, Presidente da Colômbia naquele momento, utilizou por primeira vez um avião da SCADTA para realizar uma missão oficial. Em 19 de julho de 1923, para salvar o país da bancarrota, a SCADTA transportou um carregamento de ouro e papel moeda desde Puerto Berrio até Girardot. Em 12 de julho de 1928 um Junkers F-13 da SCADTA comandado pelo piloto Herbert Boy cruzou a Linha do Equador. Em 23 de julho de 1929 foram estabelecidas as rotas regulares entre Girardot e Bogotá.
Em 16 de julho de 1931 a SCADTA estabeleceu o primeiro serviço de correio entre Bogotá e Nova York. Em 1937 a primeira companhia aérea das Américas adquiriu 10 Boeing 247 bimotores e graças a eles ampliou as rotas nacionais. Em outubro de 1939, já como Avianca, adquiriu os primeiros aviões Douglas DC-3 que chegaram ao país e voavam a incrível velocidade, para a época, de 200 milhas por hora (cerca de 320 km/h).

### Anos 2010

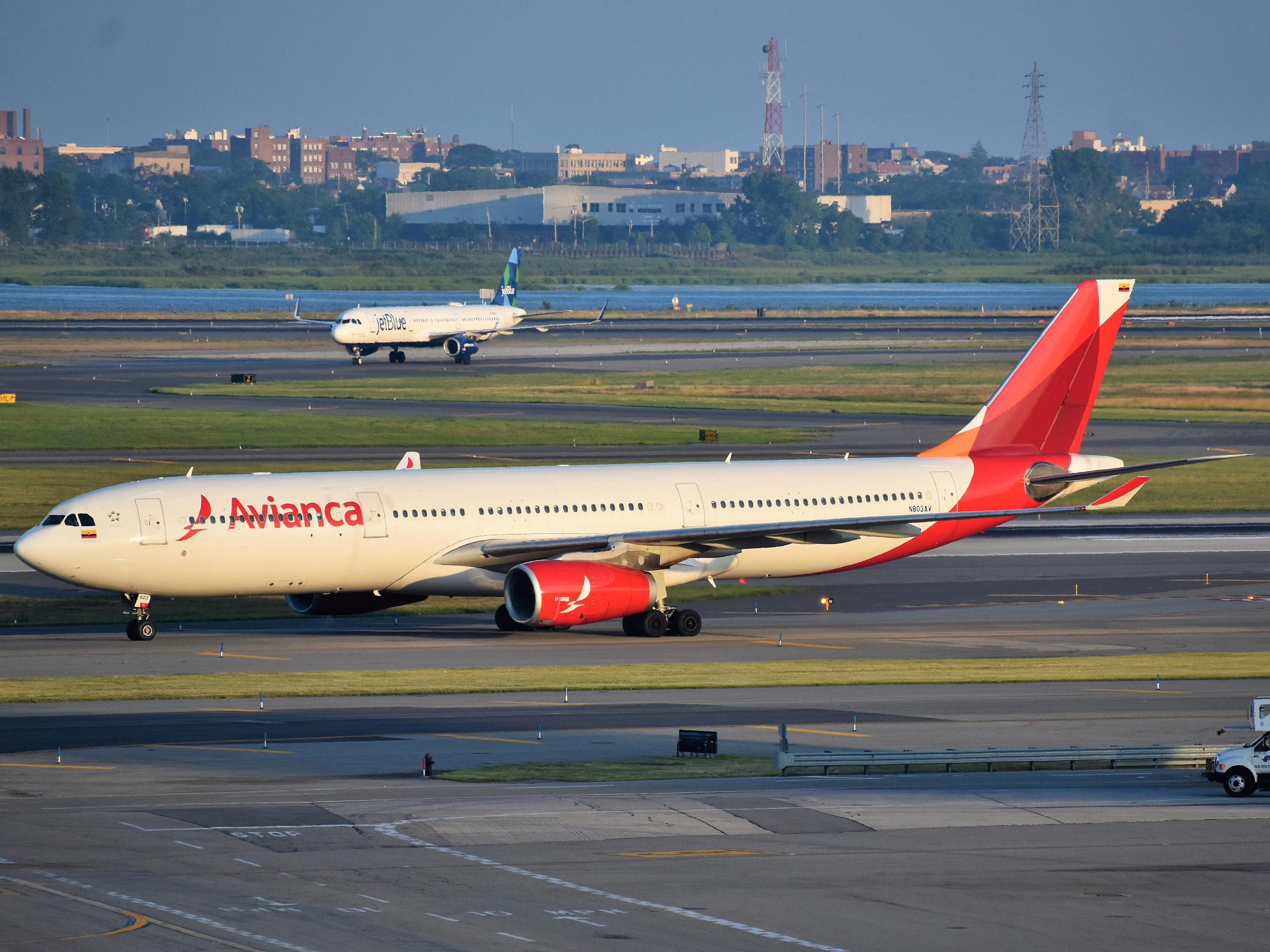
Um Airbus A330-300 da Avianca

No final de 2011, os últimos Fokker 100 foram aposentados e substituídos pela família A320 da Airbus. De 2013, um novo design corporativo, incluindo um novo logotipo da marca e uma nova pintura, consequentemente, à frota foi introduzida, que inclui apenas vermelho, laranja e branco. A nova pintura é usada para todas as companhias aéreas pertencentes a Avianca Holdings.
Em junho de 2012, juntou-se à Star Alliance.

### Recuperação judicial da Avianca Brasil
No início de dezembro de 2018 a Constitution Aircraft Leasing, a BOC Aviation e outras empresas entraram na justiça contra a Avianca Brasil exigindo o pagamento por 11 aeronaves arrendadas. A Avianca Brasil, que vinha acumulando prejuízos nos meses anteriores, informou através de nota que tudo era parte das negociações, e negou rumores de um possível pedido de recuperação judicial. A decisão do juiz proibiu a empresa de levantar voo com as aeronaves, que foram alvo de busca e apreensão.
Na semana seguinte, a Avianca Brasil entrou com um pedido de recuperação judicial na na 1ª Vara de Falências e Recuperações Judiciais de São Paulo. Em nota, a empresa afirmou que suas operações não seriam afetadas, embora houvesse ameaça de retomada das aeronaves pelos credores, fato que prejudicaria cerca de 77 mil passageiros e implicaria na redução de 30% de sua frota.

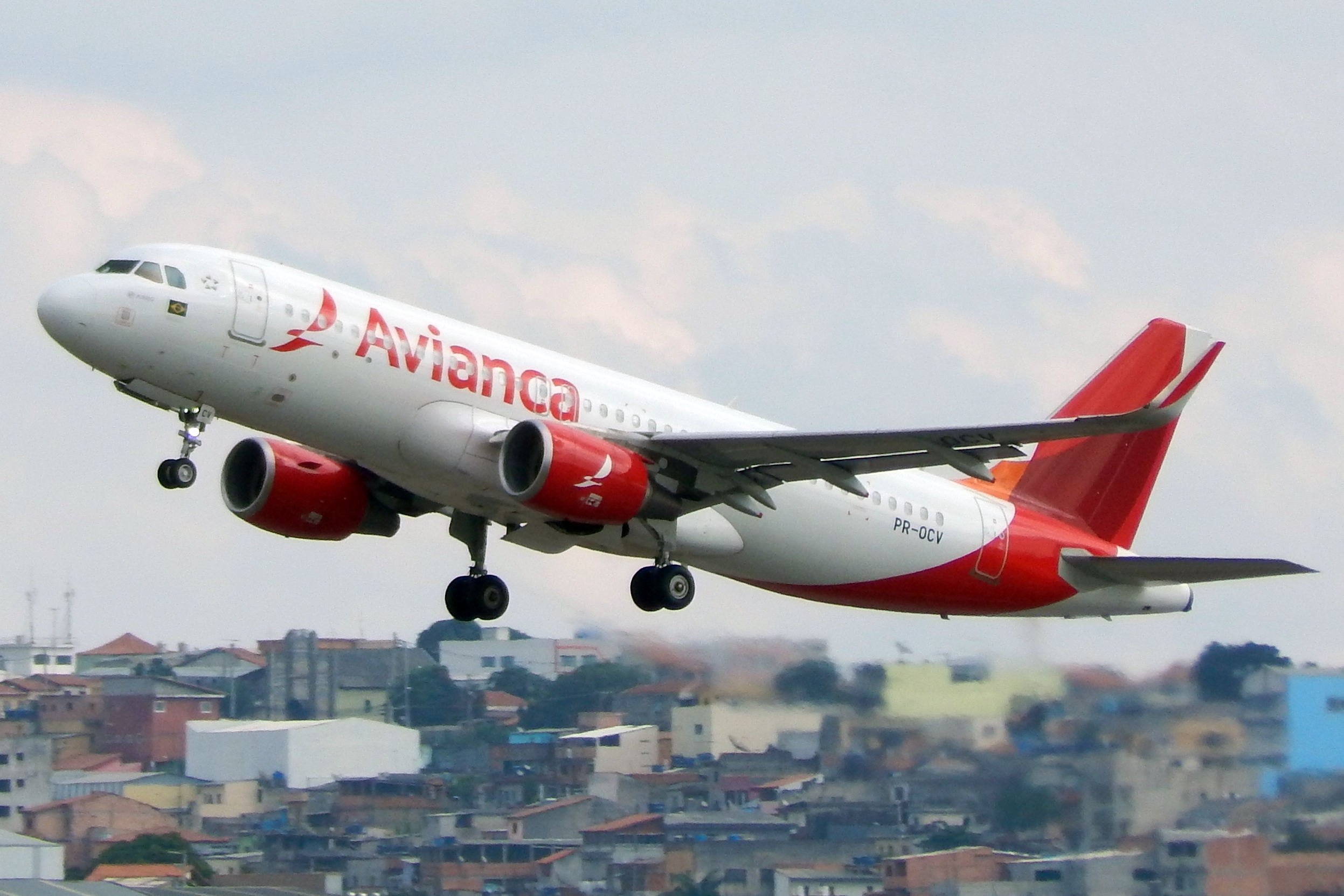
Um Airbus A320-200 da extinta Avianca Brasil

Em março de 2019 a Azul fez uma proposta para comprar parte das operações da Avianca, incluindo aeronaves e direitos de pouso e decolagem. A Avianca seria desmembrada em duas partes como parte do plano de recuperação judicial da empresa. Segundo a Avianca, parte de seus ativos serial colocados em leilão, permitindo que outras empresas além da Azul pudessem participar. No início de abril, LATAM e Gol também fizeram ofertas. A Avianca informou que o plano de recuperação judicial, revisado e a ser analisado pelos credores, previa a divisão da empresa em 7 áreas de operação a serem leiloadas. A Gol informou que, caso adquirisse uma das unidades, ofereceria oportunidade de contratação aos empregados que lá trabalhassem, mas com novos contratos de trabalho.
Por volta das 20:00 de quinta-feira, 4 de abril, um oficial de justiça retirou passageiros e tripulação do voo 6173 da Avianca que partiria de Brasília com destino a Congonhas. A aeronave havia sido penhorada e um dos credores exigiu judicialmente sua recuperação. A Avianca conseguiu a suspensão da liminar às 21:30, mas a ação já havia sido executada. O voo foi remarcado para 0:30 com pouso desviado para Guarulhos. O plano de recuperação da Avianca foi aprovado pelos credores no dia 8, prevendo um leilão dos ativos da empresa e a retomada de 15 aviões pelas empresas de arrendamento.
A partir do sábado, 13 de abril, a Avianca deu início ao cancelamento de vários voos pelo Brasil, em virtude da tomada de suas aeronaves pelos credores. Na segunda-feira, a quantidade de voos cancelados para o decorrer da semana chegava a 180. Na quinta-feira, véspera do feriado de Páscoa, a quantidade de voos cancelados chegou a 437, e havia a previsão de devolução de 29 aeronaves para os credores: 10 para a Aircastle, 10 para a Celestial e 9 para Aviation Capital Group. Além disso, a Justiça autorizou a tomada de um motor de avião pela Sumisho. Desta forma, a frota da Avianca Brasil caiu de 25 para 5 aeronaves até o final de semana. Na semana seguinte, a quantidade de voos cancelados chegou a 1.045.
Na sexta-feira, 17 de maio, em meio a mais cancelamentos de voos, funcionários da Avianca Brasil fizeram paralisação e protesto no saguão principal do Aeroporto de Congonhas, e também no Aeroporto Santos Dumont. Segundo o Sindicato Nacional dos Aeronautas, durante a semana haviam sido demitidos 900 funcionários e não havia "condições psicológicas" nem segurança para continuar os voos. Além disso, havia atraso no pagamento de salários.
Na sexta-feira, 24 de maio, a Agência Nacional de Aviação Civil (ANAC) suspendeu todas as operações da Avianca Brasil, até que a empresa comprovasse a capacidade operacional de executar todos os voos com segurança.

## Frota

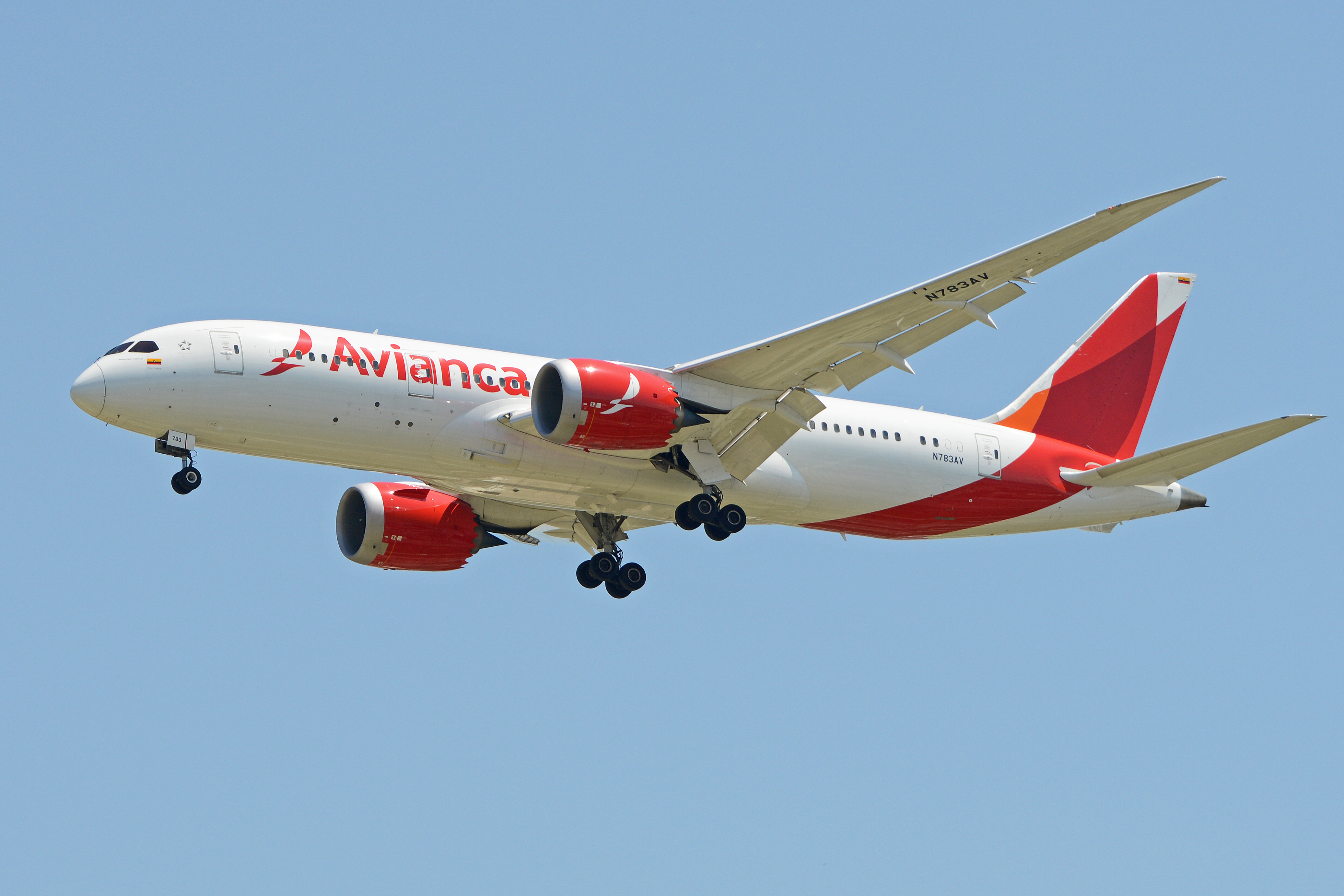
Um Boeing 787-8 da Avianca

A frota da Avianca em 24 de Outubro de 2017 é composta por:
| Aeronave        | Quantidade | Pedidos | Rotas                    | Notas |
| --------------- | ---------- | ------- | ------------------------ | ----- |
| Airbus A318-100 | 10         |         | América do Sul           |       |
| Airbus A319-100 | 26         |         | América do Sul           |       |
| Airbus A320-200 | 62         |         | América do Sul           |       |
| Airbus A321     | 11         |         | América do Sul           |       |
| Airbus A321neo  | 2          | 130     | América do Sul e Central |       |
| Airbus A330-200 | 9          | 6       | Américas e Europa        |       |
| Airbus A350-900 | --         | 10      | Américas e Europa        |       |
| ATR 72-600      | 18         |         | America do Sul           |       |
| Boeing 787-8    | 12         |         | Américas e Europa        |       |
| Embraer 190     | 10         | 3       | America do Sul           |       |
| Total           | 160        | 149     |                          |       |